# Andy Breckman
Andy Breckman – amerykański scenarzysta, twórca Detektywa Monka i innych filmów i seriali telewizyjnych.
Dwukrotnie żonaty. Ma pięcioro dzieci. Zdobył jedną nagrodę Emmy Daytime.

## Filmografia

### Filmy

#### Scenariusz
- 1988:
  -  Przeprowadzka (Moving)
  -  Artur 2 (Arthur 2: On the Rocks)
- 1991:
  -  True Identity
- 1994:
  -  Narzeczona dla geniusza (I.Q.)
- 1996:
  -  Sierżant Bilko (Sgt. Bilko)
- 1998:
  -  Tam i z powrotem (Tourist Trap)
- 2001:
  -   Wyścig szczurów (Rat Race)
- 2002:
  -  Detektyw Monk (pilot) (Monk)

#### Wystąpienie
- 2001:
  -  Making 'Rat Race'

### Seriale

#### Scenariusz
- 2000–2001:
  -  TV Funhouse
- 2002–2009
  -  Detektyw Monk (Monk)

#### Produkcja
- 2002–2009
  -  Detektyw Monk (Monk) (producent wykonawczy)

## Rodzina
- Żony:
  - Mary – ?-2003 (rozwód)
  - Beth Landau – 2004-nadal
- Dzieci:
  - z Mary – Joshua, Rachel, Julie
  - z Beth Landau – Molly, Evan